# Dalej
Dalej – piosenka będąca balladą popową i drugi singel Marcina Sójki promujący jego debiutancki album Kilka prawd. Universal Music Polska wydała singel 5 kwietnia 2019.
Nagranie uzyskało status złotej płyty.

## Notowania

### Listy radiowe
| Lista przebojów (2019)        | Najwyższa pozycja |
| ----------------------------- | ----------------- |
| POPlista – RMF FM             | 1                 |
| SLiP – Polskie Radio Szczecin | 11                |